# Isabel Pantoja

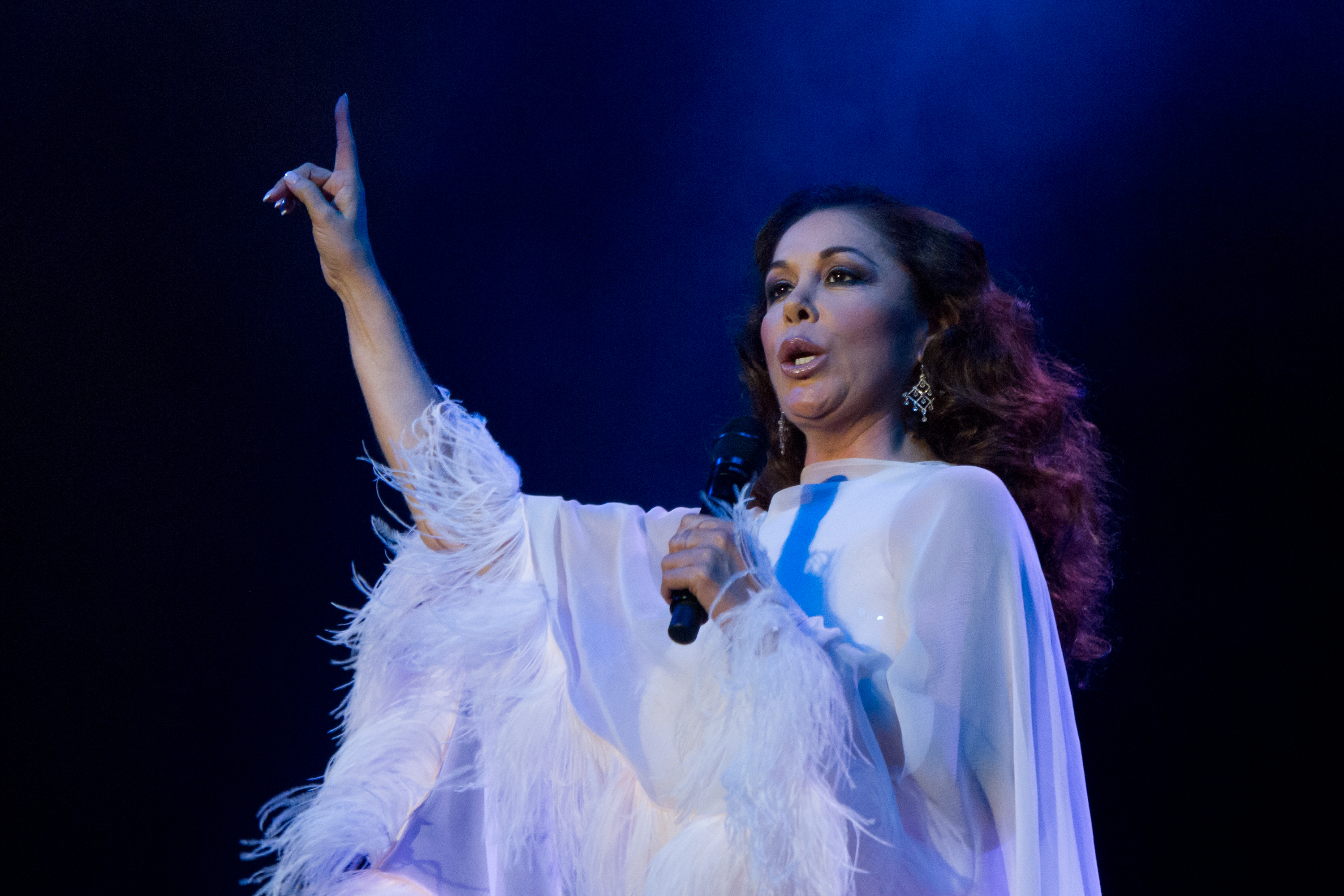
Isabel Pantoja (2012).

Isabel Pantoja, ur. 2 sierpnia 1956 w Sewilli – piosenkarka hiszpańska, śpiewa folklor copla.

## Dyskografia
| - 1974 – "Fue por tu voz" - 1975 – "Que dile y dile" - 1976 – "Niña Isabela" - 1979 – "22 Abriles tengo" - 1981 – "A la limón!" - 1981 – "Amante, amante" - 1982 – "¡Viva Triana!" - 1983 – "Cambiar por ti" - 1985 – "Marinero de luces" | - 1987 – "Tú serás mi Navidad" - 1988 – "Desde Andalucía" - 1989 – "Se me enamora el alma" - 1990 – "La canción española (BSO Yo soy ésa)" - 1992 – "Corazón herido" - 1993 – "De nadie" - 1996 – "Amor eterno" - 1998 – "Veneno" - 1999 – "A tu vera" | - 2002 – "Donde el corazón me lleve" - 2003 – "Soy como soy: Grandes éxitos" - 2003 – "Mi Navidad flamenca" - 2004 – "Buena suerte" - 2005 – "By Pumpin' Dolls" - 2005 – "Sinfonía de la Copla" - 2005 – "Mi canción de Navidad" - 2006 – "10 boleros y una canción de amor" - 2006 – "Un Trocito de Locura" |